# 태양 (기업)
태양은 썬그룹 계열의 대한민국의 휴대용 연료 및 에어로졸 캔 기업이다. 본사는 서울특별시 서초구 서초동 S&W빌딩에 위치해 있다. 대표이사는 현창수이다. 한국 시장점유율 70%, 세계 시장에서도 60% 이상의 점유율을 가지고 있다.

## 논란
- 천안공장에 화재가 발생하였다.[2]
- 공정거래위원회가 태양과 관계사 세안산업에게 과징금 249억원을 부과했고 담합 협의로 검찰에 고발당하였다[3]
- 서울지방국세청 조사4국 직원들을 서울 강남에 위치한 썬그룹 서울사무소에 특별세무조사에 착수했다.[4]
- 소액주주들은 현창수 대표가 가격 담합 행위 등으로 회사에 손해를 끼치고 국내외 부탄가스 시장 지배력을 이용해 사적 이익을 취했다고 주장하며 주주대표소송을 제기하였고 이에 대해 법원은 대표이사가 소액주주들에게 96억원을 배상해야 한다고 판결한 적이 있다.[5]

## 상장
2001년 8월 코스닥 시장에 상장하였다.

## 종속기업
SUN America, Inc.

## 관계사
승일 (기업)

## 같이 보기
- 뷰테인

## 참고 문헌
1. ↑  임남혁, 한국IR협의회 기술분석보고서-태양, 2020.11.19.
2. ↑  정수진, 부탄가스 '썬연료' 천안 공장서 화재 8개동 전소, 시사위크, 2015.01.18
3. ↑  윤승민, ‘속 터지는’ 부탄가스 값···6개 업체 ‘짬짜미’ 가격 조작, 경향신문, 2015.05.14
4. ↑  김석 · 한우영, 국세청, '썬연료' 태양산업 특별세무조사, 미래경제, 2016.02.02
5. ↑  김영일, 부탄가스 ‘썬연료’ 현창수 태양 대표, 소액주주에 96억원 배상해야, 더퍼블릭, 2021.07.05